# NGC 5268
NGC 5268 é uma estrela na direção da constelação de Virgo. O objeto foi descoberto pelo astrônomo Edward Cooper em 1855, usando um telescópio refrator com abertura de 13,5 polegadas. 